# Глебовское сельское поселение (Краснодарский край)
Глебовское сельское поселение — муниципальное образование в составе Кущёвского района Краснодарского края России.
Административный центр — хутор Глебовка.
В рамках традиционного административно-территориального устройства Краснодарского края, согласно Закону об установлении границ административно-территориальных единиц Кущёвского района и ОКАТО, ему соответствует Глебовский сельский округ, кроме посёлка Ровный. Устав Кущёвского муниципального района, учитывающий особенности административно-территориального устройства района, выделяет сельское поселение в качестве административно-территориальной единицы в границах муниципального образования.

## Население
| 2010  | 2012  | 2013  | 2014  | 2015  | 2016  | 2017  |
| ----- | ----- | ----- | ----- | ----- | ----- | ----- |
| 1620  | ↗1777 | ↘1761 | ↗1762 | ↘1741 | ↗1757 | ↘1749 |
| 2018  | 2019  | 2020  | 2021  | 2023  |       |       |
| ↘1744 | ↘1721 | ↘1695 | ↘1493 | ↘1474 |       |       |

## Населённые пункты
В состав сельского поселения входят 4 населённых пункта:
| № | Населённый пункт | Тип населённого пункта | Население (чел.) |
| - | ---------------- | ---------------------- | ---------------- |
| 1 | Глебовка         | хутор                  | ↗1439            |
| 2 | Братское         | село                   | ↘76              |
| 3 | Нижнеглебовка    | хутор                  | ↘105             |
| 4 | Ровный           | посёлок                | 185              |

## См.также
- Глебовский сельский округ
- Степнянский сельский округ